# Antinoe (Tochter des Kepheus)
Antinoe (altgriechisch Ἀντινόη Antinóē), auch Autonoe (Αὐτονόη Autonóē), ist eine Figur der griechischen Mythologie.

Dem Mythos nach war sie eine Tochter des Königs Kepheus von Tegea. Auf einen Orakelspruch hin führte sie die Bevölkerung Mantineias aus ihrer Stadt, um eine neue Stadt zu gründen. Dabei wies ihr eine Schlange den Weg. Nach dem griechischen Wort für Schlange, ὄφις óphis, wurde daher der Fluss, an dem die neue Stadt lag, Ophis genannt. In Mantineia wurde für Antinoë ein Denkmal errichtet.